# Short track vid olympiska vinterspelen 1992
Short track vid olympiska vinterspelen 1992.

## Medaljtabell
| Pl. | Nation    | Guld | Silver | Brons | Totalt |
| --- | --------- | ---- | ------ | ----- | ------ |
| 1   | Sydkorea  | 2    | 0      | 1     | 3      |
| 2   | Kanada    | 1    | 2      | 0     | 3      |
| 3   | USA       | 1    | 1      | 0     | 2      |
| 4   | Kina      | 0    | 1      | 0     | 1      |
| 5   | Japan     | 0    | 0      | 1     | 1      |
| 5   | Nordkorea | 0    | 0      | 1     | 1      |
| 5   | OSS       | 0    | 0      | 1     | 1      |

## Herrar

### 1000 meter
- 20 februari 1992

| Placering | Åkare              | Nation         | Tid     |
| Guld      | Ki-Hoon Kim        | Sydkorea       | 1:30.76 |
| Silver    | Frédéric Blackburn | Kanada         | 1:31.11 |
| Brons     | Lee Joon-Ho        | Sydkorea       | 1:31.16 |
| 4         | Michael McMillen   | Nya Zeeland    | 1:31.32 |
| 5         | Wilfred O'Reilly   | Storbritannien | 1:36.24 |
| 6         | Geert Blanchart    | Belgien        | 1:36.28 |
| 7         | Mark Lackie        | Kanada         | 1:36.28 |
| 8         | Michel Daignault   | Kanada         | 1:37.10 |

### 5000 meter stafett
- 22 februari 1992

| Placering | Åkare                                                                                | Nation         | Tid     |
| Guld      | Ki-Hoon Kim, Lee Joon-Hoo, Moo Ji-Soo, Song Jae-Kun                                  | Sydkorea       | 7:14.02 |
| Silver    | Frédéric Blackburn, Laurent Daignault, Michel Daignault, Sylvain Gagnon, Mark Lackie | Kanada         | 7:14.06 |
| Brons     | Yuichi Akasaka, Tatsuyoshi Ishihara, Toshinobu Kawai, Tsutomu Kawasaki               | Japan          | 7:18.18 |
| 4         | Michael McMillen, Christopher Nicholdon, Andrew Nicholson, Tony Smith                | Nya Zeeland    | 7:18.91 |
| 5         | Marc Bella, Arnaud Drouet, Rémi Ingres, Claude Nicouleau                             | Frankrike      | 7:26.09 |
| 6         | Nicholas Gooch, Stuart Horsepool, Matthew Jasper, Wilf O'Reilly                      | Storbritannien | 7:29.40 |
| 7         | Kieran Hansen, John Kah, Andrew Murtha, Richard Nizielski                            | Australien     | 7:32.57 |
| 8         | Orazio Fagone, Hugo Herrnhof, Roberto Peretti, Mirko Vuillermin                      | Italien        | 7:32.80 |

## Damer

### 500 meter
- 22 februari 1992

| Placering | Åkare             | Nation        | Tid     |
| Guld      | Cathy Turner      | USA           | 47.04   |
| Silver    | Li Yan            | Kina          | 47.08   |
| Brons     | Hwang Ok-Sil      | Nordkorea     | 47.23   |
| 4         | Monique Velzeboer | Nederländerna | 47.28   |
| 5         | Marina Pylayeva   | OSS           | 48.42   |
| 6         | Nathalie Lambert  | Kanada        | 48.50   |
| 7         | Yulia Vlasova     | OSS           | 48.70   |
| 8         | Wang Xiulan       | Kina          | 1:34.12 |

### 3000 meter stafett
- 20 februari 1992

| Placering | Åkare                                                                                 | Nation        | Tid     |
| Guld      | Angela Cutrone, Sylvie Daigle, Nathalie Lambert, Annie Perreault                      | Kanada        | 4:36.62 |
| Silver    | Darcie Dohnal, Amy Peterson, Cathy Turner, Nikki Ziegelmeyer                          | USA           | 4:37.85 |
| Brons     | Yulia Alagulova, Natalia Issakova, Viktoria Troitskaya, Yulia Vlasova                 | OSS           | 4:42.69 |
| 4         | Mie Naito, Rie Sato, Hiromi Takeuchi, Nobuko Yamada                                   | Japan         | 4:44.50 |
| 5         | Valérie Barizza, Sandrine Daudet, Murielle Leyssieux, Karine Rubini                   | Frankrike     |         |
| 6         | Priscilla Ernst, Joelle van Koetsveld-van Ankere, Monique Velzeboer, Simone Velzeboer | Nederländerna |         |
| 7         | Marinella Canclini, Maria Candido, Katia Colturi, Cristina Sciolla                    | Italien       |         |
| 8         | Li Changxiang, Li Yan, Wang Xiulan, Zhang Yanmei                                      | Kina          |         |